# دیوید گریزمن
دیوید گریزمن (انگلیسی: David Grisman؛ زادهٔ ۲۳ مارس ۱۹۴۵) مشهور به داوگ (Dawg) ماندولین‌نواز برجستهٔ بلوگرس و نیوگرس، و آهنگساز موسیقی آکوستیک اهل ایالات متحده آمریکا است.
او سال ۱۹۷۵ کوئینتت دیوید گریزمن را با همراهی تونی رایس، مارک اکانر، مایک مارشال و دارول انگر تشکیل داد و با تلفیق انواع سبکها، از موسیقی بلوگرس بیل مونرو گرفته تا موسیقی سوئینگ جنگو راینهارت، به سبکی نخبه‌گرا در موسیقی آکوستیک دست یافت.